# Dihammaphora perforata
Dihammaphora perforata är en skalbaggsart som först beskrevs av Johann Christoph Friedrich Klug 1825.  Dihammaphora perforata ingår i släktet Dihammaphora och familjen långhorningar. Inga underarter finns listade i Catalogue of Life.